# Притури се планината
„Притури се планината“ или „Притури са планината“ е българска народна песен, добила популярност в средата на XX век в изпълнение на Стефка Съботинова. 

## История на песента
Стефка Съботинова научава песента от баба си от Западна Тракия, въпреки че прекарва цялото си детство в равнината и никога преди това не е виждала планини.
Първият аранжимент на песента е дело на Филип Кутев, изпълнена под съпровода на оркестъра на Българското национално радио.
Песента е наградена на радиоконкурса за народна музика в Братислава. Очарован от песента на Стефка Съботинова, швейцарският продуцент Марсел Селие решава да издаде албум с български народни песни. През 1975 г. издава албума „Мистерията на българските гласове“, в който е включена „Притури се планината“ в модерен аранжимент на Жаки Анона. Издаването на албума носи на песента и на Стефка Съботинова световна слава.
Мотиви от „Притури се планината“ са използвани в музиката към няколко филма:
- 1989 – „Исус от Монреал“
- 1990 – „Савой“
- 2011 – „Историята на една банда“
- 2012 – „Step Up: Революция“

## Сюжет
В песента се говори за силата на майчината любов:
| Текст |
| --- |
| Притури се планината, Че затрупа два овчеря. Че затрупа два овчеря, Два овчеря — два другаря. Първи моли, пусни мене. Мене чака първо любе. Втори моли, пусни мене. Мене чака стара майка. Проговаря планината: Хей, ви вази два овчеря, Любе жали ден до пладне, Майка жали чак до гроба. |